# Musée archéologique de Nîmes
Le musée archéologique de Nîmes est un musée de la ville de Nîmes, dans le département du Gard et la région Occitanie. Les principales périodes représentées sont l'âge du fer ainsi que les époques romaine et médiévale. Ses collections sont transférées dans le musée de la Romanité, face aux arènes romaines, qui ouvre en 2018.

## Historique
Un premier musée avait été créé en 1823 dans la Maison Carrée. À la fin du XIXe siècle les autorités locales décident d'installer les collections lapidaires archéologiques dans une partie de l'ancien collège des Jésuites, situé au sud de la ville ancienne. Le nouveau musée archéologique de Nîmes est inauguré en 1896 par le maire Émile Reinaud. Il présente de très nombreux objets issus de fouilles, pour la plupart locales.
L’École antique de Nîmes, société savante fondée en 1920, qui a pour objet la diffusion des connaissances concernant l'archéologie et l'histoire de la région de Nîmes de la préhistoire au Moyen Âge, a son siège au musée.

## Conservateurs
- 1896-1902 : Gabriel Carrière
- 1902-1906 : fonction vacante
- 1906-1919 : Félix Mazauric
- 1919-1939 : Émile Espérandieu

[...]
- 1955-1979 : Victor Lassalle
- 1979-1985 : Pierre Garmy
- 1985-2018 : Dominique Darde

## L'École antique de Nîmes
L’École antique est fondée à Nîmes en 1920 ; elle s'installe au musée archéologique, dont elle contribue à enrichir la bibliothèque.
L’École antique, qui a le statut d'une association loi de 1901, a pour objet la diffusion des connaissances concernant l'archéologie et l'histoire de la région de Nîmes de la préhistoire au Moyen Âge. Elle organise des conférences et des visites de sites et de musées ; ces activités se présentent sous la forme de deux sessions : une session d'hiver avec une conférence mensuelle ; une session d'été regroupée sur une semaine en juillet. Elle publie chaque année le Bulletin de l'École antique de Nîmes, qui reprend souvent le texte des conférences.

### Historique
L'initiative de la création de l'École antique de Nîmes revient à Gustave Domjean, adjoint à l'instruction publique et aux beaux arts de la municipalité ; en 1917, il chargea Félix Mazauric, conservateur des musées archéologiques, d'en préciser le projet, mais ce dernier mourut le 17 mars 1919. En 1920, Gustave Domjean fit aboutir le projet, qui bénéficia du soutien et du prestige d'Émile Espérandieu, élu en 1919 à l'Académie des inscriptions et belles-lettres, qui venait de se retirer à Nîmes et de succéder à Mazauric à la tête des musées archéologiques de la ville.